# Lüdinghausen
Lüdinghausen [ˈlyːdɪŋˌhaʊ̯zn̩] (dolnoniem. Lünkhusen, Lünksel) – miasto w Niemczech, w kraju związkowym Nadrenia Północna-Westfalia, w rejencji Münster, w powiecie Coesfeld. W 2010 roku liczyło 24 195 mieszkańców.
W mieście znajduje się zamek Kakesbeck.